# O Pão e o Vinho

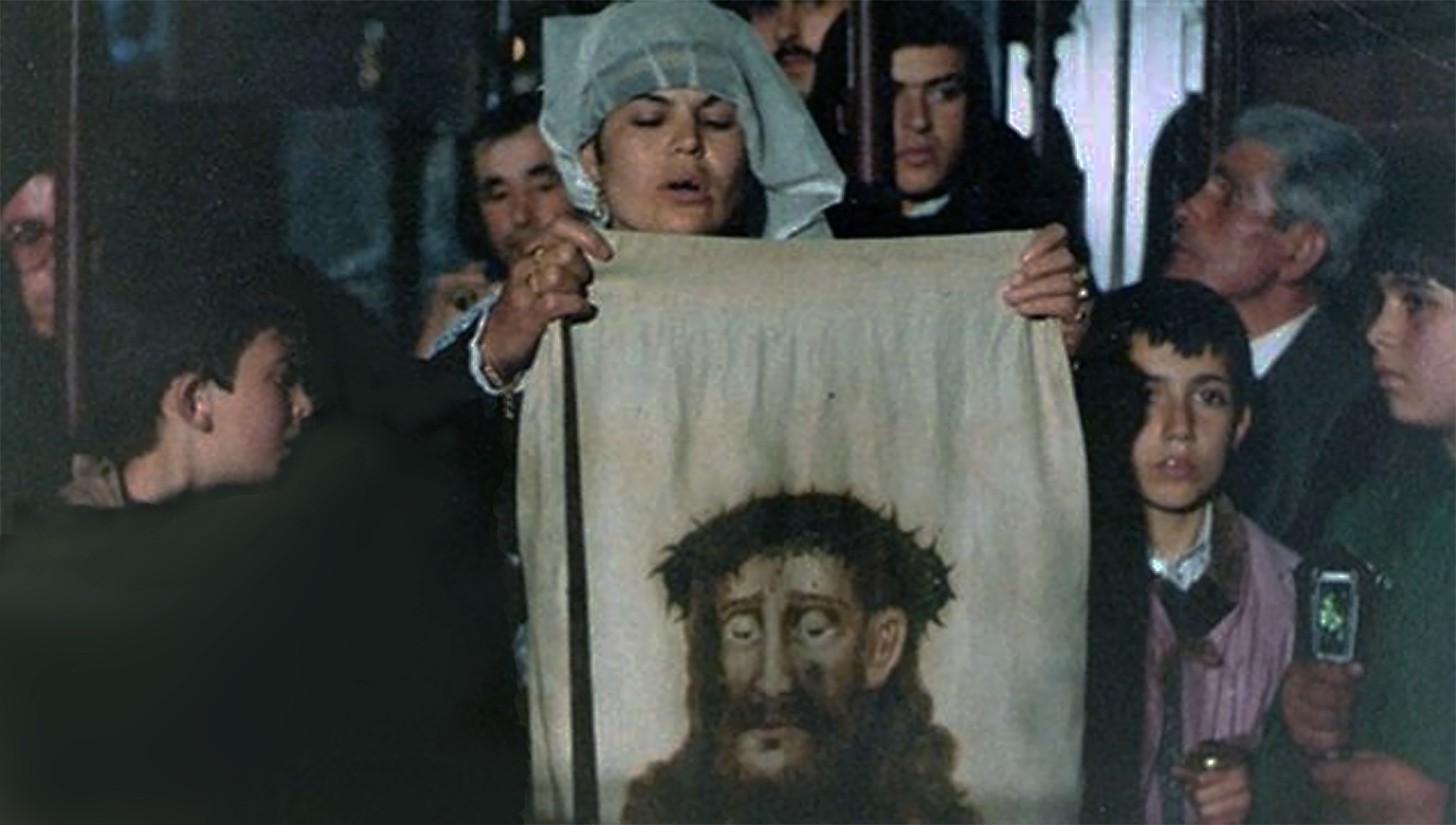
Procissão pagã no Redondo

O Pão e o Vinho (en Bread and Wine), de 1983, é um documentário português de longa-metragem de Ricardo Costa, a sua segunda docuficção. Mostrando hábitos e tradições seculares com recurso a actores locais e a poetas repentistas, é também classificável como etnoficção.
Autos da Paixão no teatro popular
Tal como o filme etnográfico de Manoel de Oliveira, O Acto da Primavera (1963), filmada na Curalha, uma aldeia de Trás-os-Montes, O Pão e o Vinho, filmado quase vinte anos depois numa vila do Alentejo, o Redondo, ilustra o padecimento do Homem, simbolizado por uma representação religiosa da Paixão de Cristo em forma de mistério, neste caso enquanto expressão popular e pagã, no quadro do teatro medieval, em reacção espontânea   ao dogma.  
Auto da Paixão no Alentejo
Embora o rosto seja o mesmo, embora o amor de Verónica se imprima no mesmo pano, esta versão do sofrimento mostra outras terras e outras gentes, num outro lugar, num outro tempo e com outras cores.  Aqui a palavra é dada à terra produtora, ao que dela o falar exprime, mas neste caso quem fala não são as personagens de um auto invocatório da condição humana, são os poetas repentistas que falam em verso e se tornam os demiurgos de uma realidade que é a vida, ali, com as cores que ela tem naquele momento, mais um na luta diária pelo sustento e pelo futuro.  
Uma outra particularidade caracteriza as duas obras: os actos que ambas ilustram, os seus actores, são realidades extintas. Se ambos os filmes continuam a ilustrar alguma coisa é o mesmo rosto estampado no alvo pano, na alma branca de uma qualquer Verónica, da mulher que vive o mesmo sofrimento que o do homem crucificado pela injustiça.

## Sinopse
No Alentejo é tudo planície. Vê-se que nesse tempo alguma coisa aconteceu que não era merecida. Vê-se hoje que, esgotadas as esperanças num projecto que não se cumpriu, o Alentejo, essa terra singular e arrebatadora, ainda tinha memória, ainda tinha vida. Do que aconteceu falam as personagens deste filme. Em cada uma das histórias que eles contam, o protagonista é o Homem.
Em torno de uma celebração da Páscoa, Sexta-Feira Santa, noite cerrada, desfilam negras e sinistras figuras, vestidas de negros mantos e de negros capuzes, em profundo silêncio apenas rompido pelo ressoar da matraca e pelo misterioso cântico de uma jovem Verónica que, erguendo bem alto o pano ensanguentado onde ficou estampado o rosto de Cristo, faz ouvir a voz do seu lamento, cantando numa língua que não se entende, mas que tudo conta. Em contraponto, um grupo de encapuçados responde, em coro, ao som da banda. Avança a procissão.
A cada esquina, no meio do silêncio, ouve-se outras vozes e vê-se rostos suados, no campo. A cada golpe de foice, a cada volta da ceifa, a cada enxadada, a cada improvisado remate de ilustres poetas repentistas, como os do boémio Joaquim da Loiça, o retrato é traçado, a verdadeira história é contada. A matraca e o canto da Verónica fazem-se de novo ouvir. E a procissão continua até ao momento em que, com fragor, a tampa do caixão se abate sobre o corpo de Cristo. A história que se conta é de dor e de errância e o motivo é o mesmo do que noutras circunstâncias bastante se fala, diante de um copo de tinto, de um naco de pão e de uma fatia de queijo.

## Enquadramento histórico
O Pão e o Vinho é um filme que foi encomendado por Fernando Lopes, quando responsável pelo segundo canal da RTP. O Vitorino (cantor), natural do Redondo, falou-lhe na existência da cerimónia e do interesse que havia em que fosse filmada. Por essa época, Ricardo Costa andava a filmar pelas montanhas do norte de Portugal a sua série de longas metragens, o Homem Montanhês, que consistia em quatro filmes de cariz antropológico e poético sobre comunidades em que se extinguiam hábitos comunitários. Este filme surge assim, como por acaso, a meio da série.
Nessa época, as cooperativas de cinema, que surgiram depois da Revolução dos Cravos, ainda eram activas, tal como a Diafilme, empresa constituída por Ricardo Costa para realizar os seus trabalhos e outros de colegas seus. Em breve porém, perante a concorrência exercida pela SIC, a RTP desistiria de colaborar com produtores externos, grupos independentes em que se associavam os cineastas da época, para começar a difundir outro tipo de conteúdos. A produção de documentários seria assim drasticamente afectada e quase todas essas empresas fechariam portas. Sendo parco o contributo da RTP, para conseguir fazer os filmes era necessário recorrer-se a outros apoios, em grande parte atribuídos pelas autarquias, que consistiam quase sempre em facilidades de alojamento e estadia.

## Participações
- Joaquim da Louça (poeta popular)
- Anastásio Pires (poeta popular)
- Gil Quintas (poeta popular)
- Vitorino (cantor)
- Janita Salomé
- Grupo de Cantares do Redondo
- Extractos das Quatro Estações do Ano de Vivaldi e de autores portugueses da época